# Linea Salerno-Lucera
Nella linguistica degli idiomi romanzi, la linea Salerno-Lucera (denominata talvolta Eboli-Lucera) è una fascia di isoglosse non molto compatte che taglia in due parti l'area di diffusione dei dialetti italiani meridionali. La linea collega il golfo di Salerno al Tavoliere delle Puglie, ma non raggiunge il litorale adriatico poiché nell'area compresa tra il Gargano e il golfo di Manfredonia le isoglosse divergono in modo disordinato.

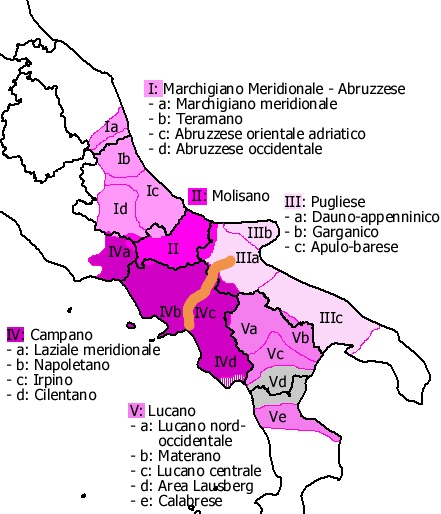
In arancione, l'andamento (approssimativo) della linea Salerno-Lucera nel mezzo del dominio linguistico italo-meridionale

## Differenze
Le differenze principali tra i due settori separati da tale linea (quello nord-occidentale e quello sud-orientale) sono le seguenti:
- l'esito del gruppo latino cj: faccë a nord-ovest, fazzë a sud-est (in italiano "faccio");
- l'esito del gruppo mediolatino tj: pazzë a nord-ovest, paccë a sud-est (in italiano "pazzo");
- l'esito del gruppo latino ngj: magnë a nord-ovest, mangë a sud-est (in italiano "mangio");
- l'esito del gruppo latino ll: cavallë (o cavaglië, oppure cavagghië) a nord-ovest, cavaddë a sud-est (in italiano "cavallo");
- l'esito del gruppo latino fl: variamente consonantico (frumë, flumë, fiumë, hiumë o sciumë) a nord-ovest, tipicamente semivocalico (jumë o jumara) a sud-est (in italiano "fiume");
- la coniugazione dell'imperfetto indicativo: facevë a nord-ovest, facìa a sud-est (in italiano "facevo");
- la coniugazione del condizionale presente (peraltro poco usato, in quanto spesso sostituito dal congiuntivo imperfetto): faciarrìa a nord-ovest, facerë a sud-est (in italiano "farebbe");
- il pronome di terza persona singolare: issë a nord-ovest, iddë a sud-est (in italiano "egli");
- il clitico avverbiale o pronominale: cë penzë a nord-ovest, ngë penzë (o në penzë) a sud-est (ma anche nell'arcipelago campano e nel napoletano antico; in italiano "ci penso");
- nel lessico, ad esempio: dimanë (o rimanë) a nord-ovest, crai a sud-est (in italiano "domani").

Naturalmente nelle aree situate a cavallo (o in prossimità) di tale linea si registra una fascia di transizione, in cui si ha un'alternanza di forme dell'uno e dell'altro tipo. Si può inoltre notare che molte delle caratteristiche tipiche del settore nord-occidentale hanno riscontri con i vicini dialetti mediani, mentre numerosi tratti tipici del settore sud-orientale mostrano similitudini con i limitrofi dialetti estremo-meridionali.
Piuttosto particolare è però il caso dell'area napoletana e dell'arcipelago campano, ove si riscontrano alcune condizioni anomale, maggiormente evidenti nella lingua napoletana antica. Ciò ha portato alcuni studiosi a ipotizzare che almeno fino al basso medioevo l'intero fascio di isoglosse avesse origine non a Salerno (né tantomeno a Eboli), ma piuttosto in un qualche punto situato poco più a nord di Napoli; tale questione è però molto dibattuta.
Certo è che il napoletano con tutte le sue varietà si differenzia dalle altre parlate del settore nord-occidentale anche per l'esito del gruppo latino sj poiché, ad esempio, nell'intera area partenopea –così come nei dialetti parlati a sud-est della linea Salerno-Lucera e in quelli estremo-meridionali– si  ha vasë anziché vascë/vacë (in italiano "bacio") in quanto il fenomeno della palatalizzazione, tipicamente mediano, si arresta all'altezza della linea Cassino-Gargano.